# Vyšší odborná škola a Střední škola veterinární, zemědělská a zdravotnická Třebíč
Vyšší odborná škola a Střední škola veterinární, zemědělská a zdravotnická Třebíč je střední škola v Třebíči. Založena byla v roce 2004 sloučením zdravotnické a zemědělské školy. Škola sídlí u rybníka Kuchyňka na Žižkově ulici.

## Historie

### Střední zemědělská škola
Škola byla poprvé otevřena a provoz v ní tak byl slavnostně zahájen 1. září 1946, nahradila tak činnost tzv. Zimních hospodářských škol, jež v Třebíči byly otevřeny od roku 1905 do roku 1942. Původně byla otevřena jako Vyšší rolnická škola. V té době působila v prostorách dvou místností na valdštejnském zámku, další rok již škola získala budovu bývalé měšťanské školy na Podklášteří a v roce 1949 získala škola i zahradu pro vyučování praktické. Do roku 1953 škola působila pod prvním názvem, v tomto roce byla přejmenována a dále nazývána Střední zemědělsko technická škola. V letech 1955–1962 byl otevřen tříletý dálkový obor v pěstitelském a chovatelském zaměření, mezi lety 1957–1965 bylo otevřeno i pětileté dálkové studium pro funkcionáře státních statků, JZD a lidosprávy. Do stávající budovy školy u rybníka Kuchyňka se škola přestěhovala v roce 1963, v budově je 14 učeben, 3 laboratoře, 12 pracoven učitelů, kanceláře, knihovna, jídelna, tělocvična i školní internát. Do roku 1979 na škole působil denní obor pěstitelsko-chovatelský, od roku 1979 již byly obory rozděleny do samostatných větví. V roce 1984 byla ve škole otevřena třída pro výuku výpočetní techniky. Další změna názvu a zaměření školy proběhla v témže roce, kdy škola byla přejmenována na název Střední zemědělská škola, toto se stalo v důsledků koncepčních změn a přechod na tzv. novou koncepci.
Součástí školy je od roku 1947 i školní statek, jež původně měl výměru 143 hektarů, později přijímal prostory okolních JZD a tak v roce 1984 rozloha činila 1104 ha.

### Střední zdravotnická škola

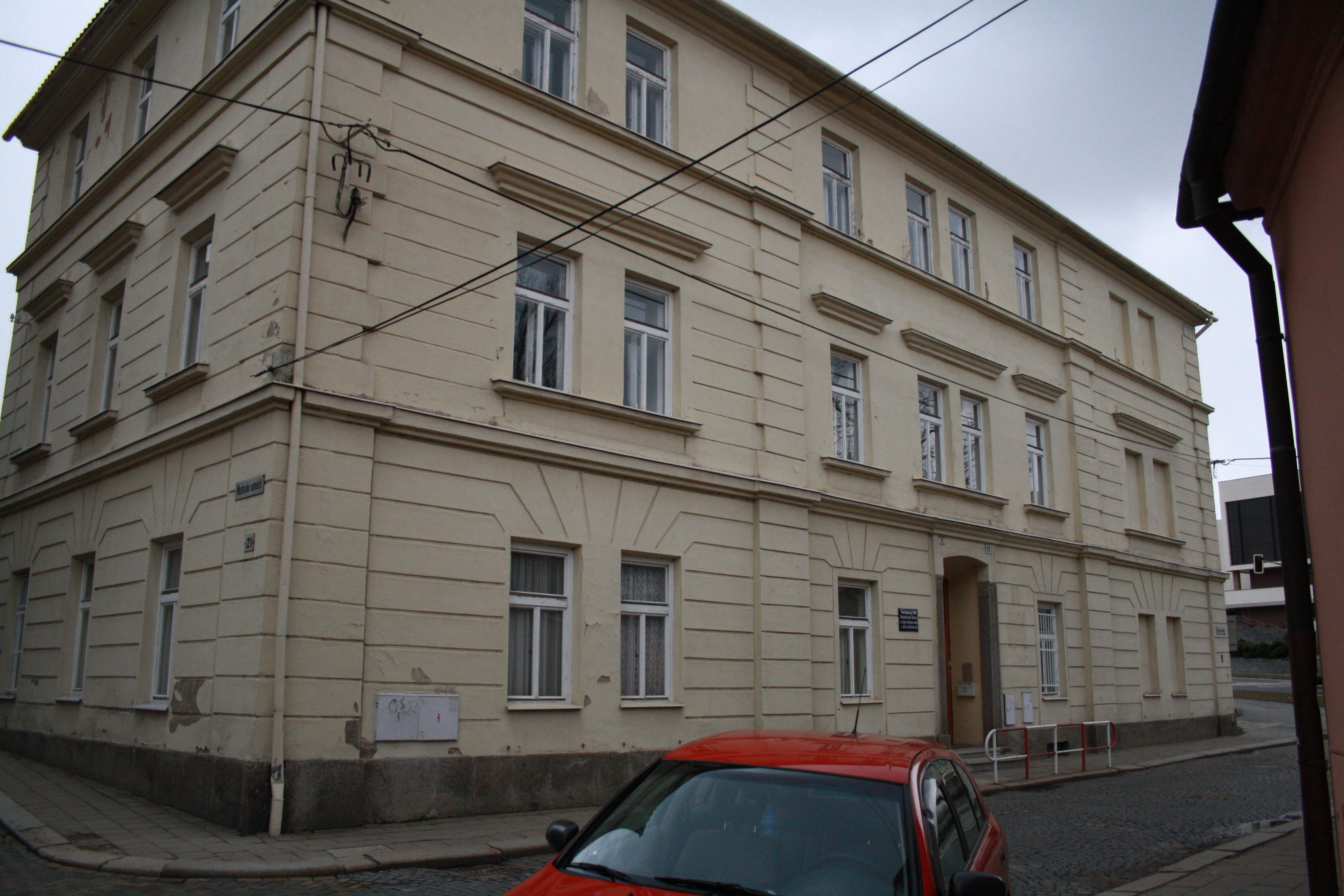
Bývalá budova SZŠ v místech, kde stávala Vídeňská brána.

Škola vznikla v padesátých letech, prvním ředitelem byl Theodor Kilian, v roce 1953 se ředitelem stal Vincenc Sameš. Další ředitelkou se v roce 1966 stala Emilie Kršková a také se obor pro studium zdravotních sester změnil z tříletého na čtyřletý a také se začalo uvažovat o zrušení zdravotní školy v Třebíči. Mezi lety 1972 a 1974 byla rekonstruována budova školy, byla opravena elektroinstalace, rozvody vody, ústřední topení a podlahy. V roce 1979 byl zvýšen počet tříd na osm a bylo zavedeno i studium zubních laborantů a také pětileté večerní studium sester. V roce témže roce se novým ředitelem školy stal Jaromír Cafourek, také později vznikl tříletý nástavbový učební obor pro absolventky středních zdravotních škol.
Novou ředitelkou v roce 1990 se na tehdejší Střední zdravotní škole a středního odborného učiliště zdravotnického stala Marie Velebová.

### Sloučené pracoviště
Škola vznikla sloučením zemědělské a zdravotnické střední školy v roce 2004. V roce 2017 žáci školy zvítězili ve vědomostní soutěži s veterinárním zaměřením. V roce 2020 měla být škola zateplena, ale bylo zjištěno, že je potřeba generální rekonstrukce. Bylo oznámeno, že na jaře roku 2021 bude podána žádost o dotaci. V roce 2022 měla být rekonstrukce zahájena. Měl být rekonstruován interiér, exteriér a konstrukce budovy a také anglické dvory v areálu školy.
V roce 2022 bylo oznámeno, že škola vytvořila mlékárenskou učebnu, kde se studenti věnují mléčné výrobě a to včetně výrobků z mléka pro alergiky. V roce 2025 bylo oznámeno, že v areálu školy bude postaven nový moderní třípodlažní areál pro praktickou výuku zemědělských a veterinárních oborů. Celková cena má dosáhnout na 75 milionů Kč.